# Lovisa Modig
Lovisa Modig  (* 27. März 1993) ist eine ehemalige schwedische Skilangläuferin.

## Werdegang
Modig, die für den SK Bore startete, absolvierte im Januar 2012 in Åsarna ihr erstes Rennen im Scandinavian-Cup, welches sie auf dem 78. Platz im Sprint beendete. Ihre beste Platzierung in dieser Rennserie war der vierte Platz im 15-km-Massenstartrennen im März 2022 in Akureyri. Ihr Debüt im Weltcup hatte sie im Januar 2017 in Ulricehamn. Dort errang sie den 55. Platz über 10 km Freistil. Nach mehreren Top-Zehn-Platzierungen bei FIS-Rennen zu Beginn der Saison 2020/21, nahm sie am Weltcup in Lahti teil. Dort holte sie mit dem 30. Platz im Skiathlon ihren ersten Weltcuppunkt und erreichte tags darauf mit dem zweiten Platz mit der Staffel ihre erste und einzige Podestplatzierung im Weltcup. Ihre beste Platzierung im Weltcupeinzel erreichte sie im März 2022 in Falun mit dem 25. Platz über 10 km Freistil.